# Glenview (Nouvelle-Zélande)
Pour les articles homonymes, voir Glenview.
Glenview est une banlieue au sud de la ville d’ Hamilton située dans l’île du Nord de la Nouvelle-Zélande.

## Toponymie
Elle fut dénommée par ' Bruce Lugton' le développeur de 'Lugton Lands'
Il choisit 'Glenview' parce qu'il pensait que cela décrivait le secteur à la perfection.

## Caractéristiques
Elle fut définie comme une banlieue en 1963  .
Glenview fut le site du premier Centre commercial  de Nouvelle-Zélande en 1969, rassemblant les magasins : l’épicerie Erwin Leonard Guy Abel (en) Big A Plaza .
Aujourd' hui,  Glenview est un petit centre commercial par rapport aux plus récents  et comporte le parc de  Resthills Park (en).